# PORCN
PORCN (англ. Porcupine O-acyltransferase) – білок, який кодується однойменним геном, розташованим у людей на короткому плечі X-хромосоми. Довжина поліпептидного ланцюга білка становить 461 амінокислот, а молекулярна маса — 52 318.
| 10         |  | 20         |  | 30         |  | 40         |  | 50         |
| ---------- |  | ---------- |  | ---------- |  | ---------- |  | ---------- |
| MATFSRQEFF |  | QQLLQGCLLP |  | TAQQGLDQIW |  | LLLAICLACR |  | LLWRLGLPSY |
| LKHASTVAGG |  | FFSLYHFFQL |  | HMVWVVLLSL |  | LCYLVLFLCR |  | HSSHRGVFLS |
| VTILIYLLMG |  | EMHMVDTVTW |  | HKMRGAQMIV |  | AMKAVSLGFD |  | LDRGEVGTVP |
| SPVEFMGYLY |  | FVGTIVFGPW |  | ISFHSYLQAV |  | QGRPLSCRWL |  | QKVARSLALA |
| LLCLVLSTCV |  | GPYLFPYFIP |  | LNGDRLLRNK |  | KRKARGTMVR |  | WLRAYESAVS |
| FHFSNYFVGF |  | LSEATATLAG |  | AGFTEEKDHL |  | EWDLTVSKPL |  | NVELPRSMVE |
| VVTSWNLPMS |  | YWLNNYVFKN |  | ALRLGTFSAV |  | LVTYAASALL |  | HGFSFHLAAV |
| LLSLAFITYV |  | EHVLRKRLAR |  | ILSACVLSKR |  | CPPDCSHQHR |  | LGLGVRALNL |
| LFGALAIFHL |  | AYLGSLFDVD |  | VDDTTEEQGY |  | GMAYTVHKWS |  | ELSWASHWVT |
| FGCWIFYRLI |  | G          |  |            |  |            |  |            |

A: Аланін

C: Цистеїн

D: Аспарагінова кислота

E: Глутамінова кислота

F: Фенілаланін

G: Гліцин

H: Гістидин

I: Ізолейцин

K: Лізин

L: Лейцин

M: Метіонін

N: Аспарагін

P: Пролін

Q: Глутамін

R: Аргінін

S: Серин

T: Треонін

V: Валін

W: Триптофан

Кодований геном білок за функціями належить до трансфераз, ацилтрансфераз, ліпопротеїнів. 
Задіяний у таких біологічних процесах, як сигнальний шлях Wnt, альтернативний сплайсинг. 
Локалізований у мембрані, ендоплазматичному ретикулумі.